# Palanga
Palanga là một thành phố của Litva. Thành phố thuộc hạt Klaipėda. Thành phố được thành lập năm 1791. Dân số năm 2008 là 17.620 người. Đây là thành phố lớn thứ 21 của Litva.
Palanga là một thành phố nghỉ mát ven biển ở miền tây Litva, trên bờ biển Baltic, Là khu nghỉ mát mùa hè bận rộn nhất tại Litva và có những bãi biển cát (18 km dài và rộng đến 300 m) và các cồn cát đẹp. Về chính thức Palanga có tư cách của một khu tự quản thành phố và bao gồm Šventoji, Nemirseta, Būtingė và các khu định cư khác, được coi như là một phần của thành phố Palanga.
Về giao thông, có không có tuyến đường sắt đến đô thị này (kết nối đường sắt gần nhất là ở Kretinga, thủ phủ của chính quyền khu tự quản huyện Kretinga). Sân bay quốc tế Palanga, lớn thứ ba tại Litva, cung cấp kết nối các chuyến bay đến Bắc Âu và Đức. Sân bay này nằm giữa Palanga và Šventoji, và nó xử lý các chuyến bay nhiều hơn trong mùa hè do tính chất khu nghỉ mát của thành phố.